# Лозная (приток Айдара)
Лозная (укр. Лозна) — река в Белгородской области России и на Украине. Устье реки находится в 217 км по правому берегу реки Айдар. Длина реки составляет 32 км, площадь водосборного бассейна 481 км². Исток у села Трудродительского (Луганская область).

## Данные водного реестра
По данным государственного водного реестра России относится к Донскому бассейновому округу, водохозяйственный участок реки — Айдар до границы РФ с Украиной, речной подбассейн реки — Северский Донец (российская часть бассейна). Речной бассейн реки — Дон (российская часть бассейна).
Код объекта в государственном водном реестре — 05010400412107000013021.